# Sclerostachya
Sclerostachya is een geslacht uit de grassenfamilie (Poaceae). De soorten van dit geslacht komen voor in delen van Azië.

## Soorten
Van het geslacht zijn de volgende soorten bekend: 
- Sclerostachya fallax
- Sclerostachya fusca
- Sclerostachya milmyi
- Sclerostachya milroyi
- Sclerostachya narenga
- Sclerostachya ridleyi